# Blitzen
Blitzen (försvenskning av det brittiska uttrycket the Blitz, ljungelden, efter tyskans Blitz, blixt) kallas den period under slaget om Storbritannien i början av andra världskriget då en serie tyska bombanfall utfördes mot Storbritannien. Blitzen inleddes den 7 september 1940 genom ett anfall mot London. Bombningarna drabbade framför allt denna stad men även en rad andra orter, bland annat Coventry. Bombanfallen varade till maj 1941.

## Bombningarnas omfattning
London anfölls  av i genomsnitt 200 bombflygplan varje natt mellan 7 september och 3 november. Bombningarnas klimax under 1940 var den 29 december då 1 500 bränder rasade i London City. Under hela blitzen föll totalt 50 000 sprängbomber och miljoner  brandbomber över London. Från mitten av november riktades även luftangreppen mot andra städer och industrianläggningar. Natten till den 15 november fälldes över 600 ton sprängbomber och tusen brandbomber över staden Coventry. Senare angreps även Birmingham, Bristol, Southampton, Liverpool, Plymouth, Sheffield, Manchester, Leeds, Glasgow, Cardiff, Swansea, Clydeside, Belfast, Hull och Portsmouth.
De brittiska civila förlusterna under blitzen uppgick till 43 381 döda och 50 856 sårade. I London skadades 1 150 000 hus. Blitzen var trots detta en misslyckad strategi av tyskarna. Genom att de koncentrerade bombningarna mot civila mål fick britterna tid till att bygga upp sitt flygvapen vilket till slut vann slaget om Storbritannien.

## London Pride
Den brittiske författaren och kompositören Noël Coward skrev den patrotiska sången London Pride under Blitzenbombningarna i London, med syftet att stärka andan hos Londonborna. Blomman som nämns i sången är Saxifraga urbium, en trädgårdsperenn som historiskt är känd som London Pride.